# Kanton Saint-Jean-Soleymieux
Der Kanton Saint-Jean-Soleymieux war bis 2015 ein französischer Wahlkreis im Arrondissement Montbrison, im Département Loire und in der früheren Region Rhône-Alpes. Er umfasste die Wahlberechtigten aus 13 Gemeinden, Hauptort war Saint-Jean-Soleymieux. Vertreter im conseil général des Départements war zuletzt Serge Vray.

## Gemeinden
| Gemeinde                  | Einwohner Jahr | Fläche km² | Bevölkerungsdichte | Code INSEE | Postleitzahl |
| ------------------------- | -------------- | ---------- | ------------------ | ---------- | ------------ |
| Boisset-Saint-Priest      | 1189 (2013)    | –          | – Einw./km²        | 42021      | 42560        |
| La Chapelle-en-Lafaye     | 134 (2013)     | –          | – Einw./km²        | 42050      | 42380        |
| Chazelles-sur-Lavieu      | 279 (2013)     | –          | – Einw./km²        | 42058      | 42560        |
| Chenereilles              | 510 (2013)     | –          | – Einw./km²        | 42060      | 42560        |
| Gumières                  | 321 (2013)     | –          | – Einw./km²        | 42107      | 42560        |
| Lavieu                    | 106 (2013)     | –          | – Einw./km²        | 42117      | 42560        |
| Luriecq                   | 1259 (2013)    | –          | – Einw./km²        | 42126      | 42380        |
| Margerie-Chantagret       | 762 (2013)     | –          | – Einw./km²        | 42137      | 42560        |
| Marols                    | 418 (2013)     | –          | – Einw./km²        | 42140      | 42560        |
| Montarcher                | 68 (2013)      | –          | – Einw./km²        | 42146      | 42380        |
| Saint-Georges-Haute-Ville | 1350 (2013)    | –          | – Einw./km²        | 42228      | 42610        |
| Saint-Jean-Soleymieux     | 846 (2013)     | –          | – Einw./km²        | 42240      | 42560        |
| Soleymieux                | 666 (2013)     | –          | – Einw./km²        | 42301      | 42560        |